# Französisch-reformierte Kirche (Frankfurt am Main)

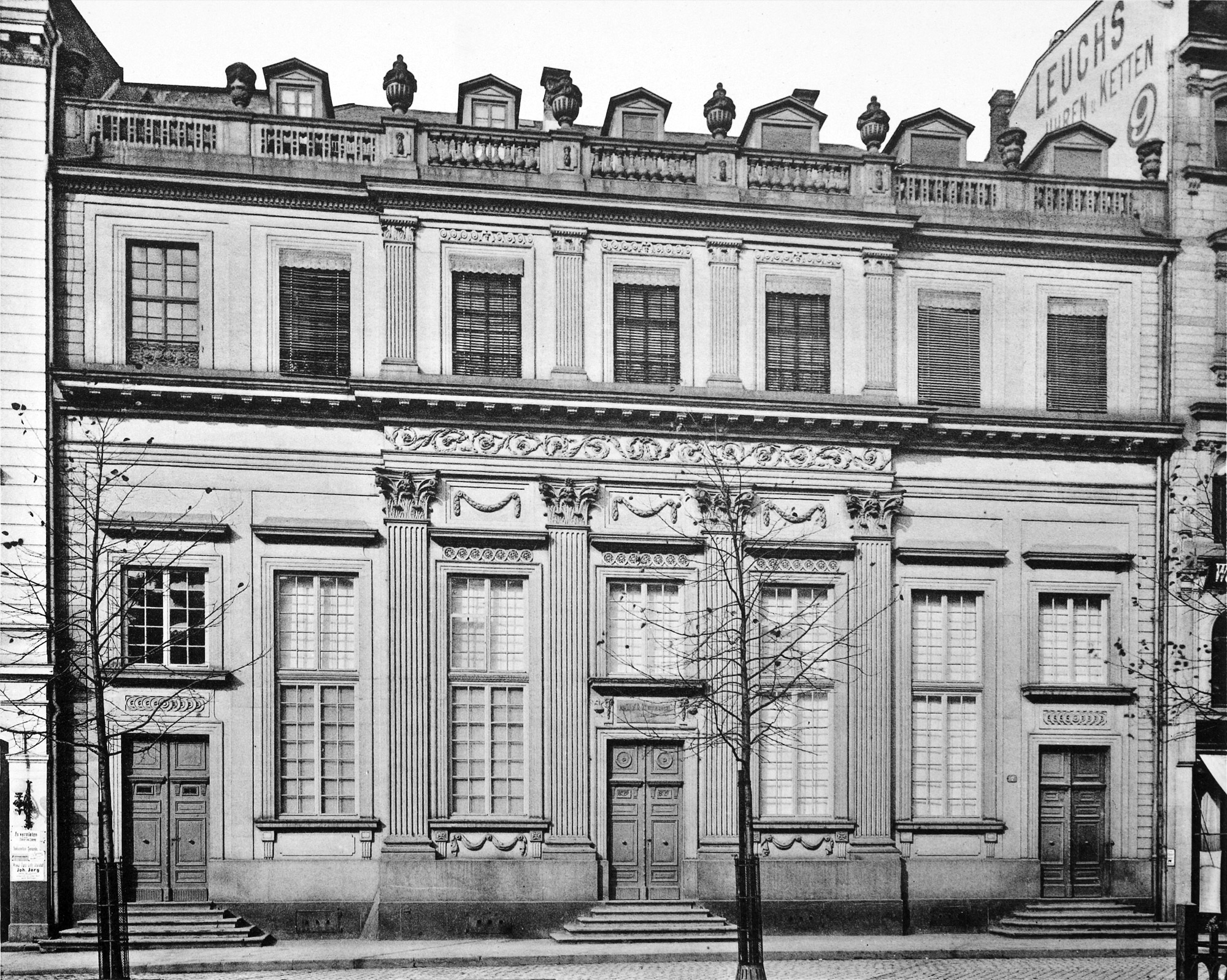
Die französisch-reformierte Kirche am Goetheplatz

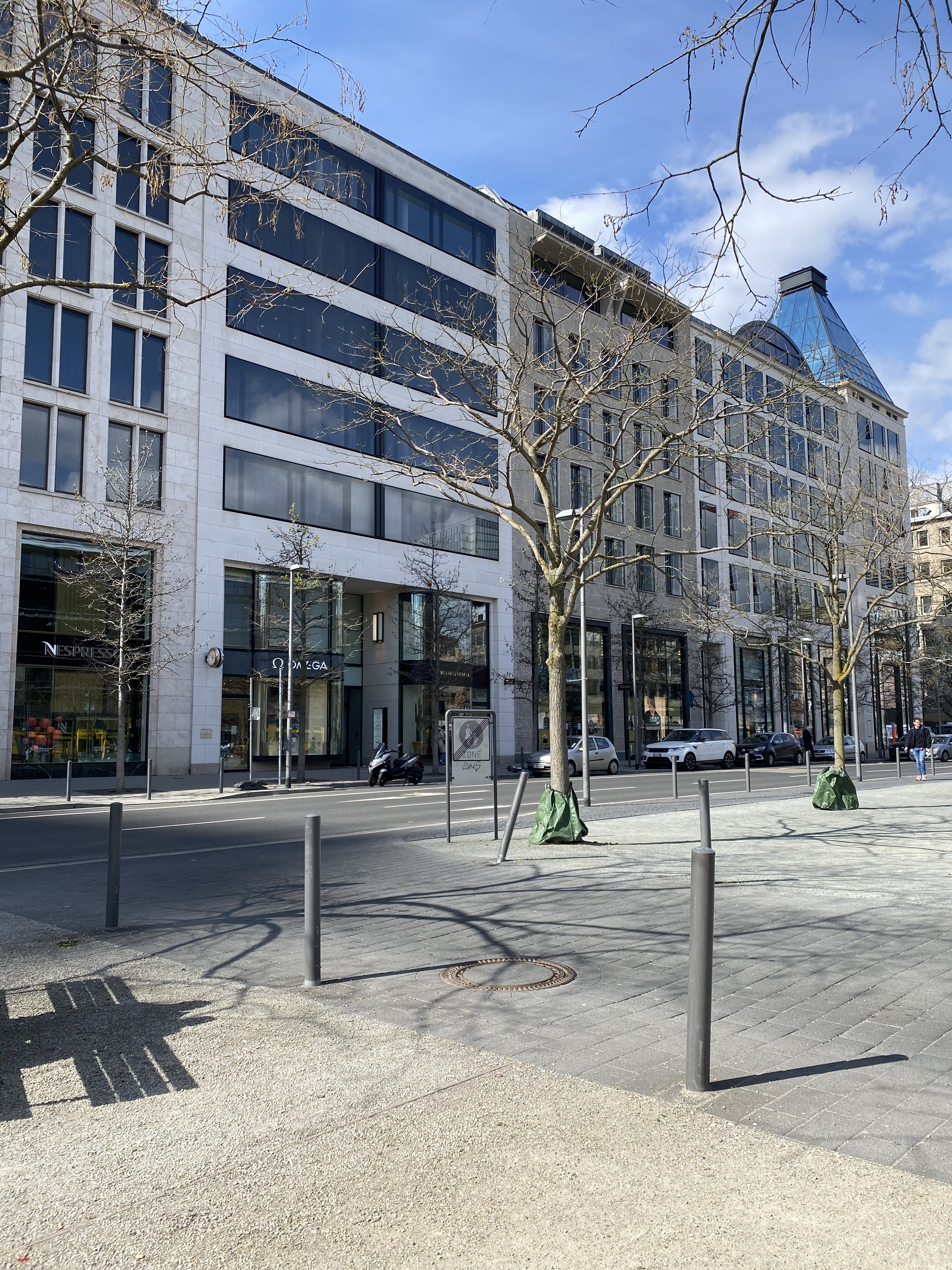
Heutige bauliche Situation am ehemaligen Standort der Kirche mit Geschäftsgebäuden

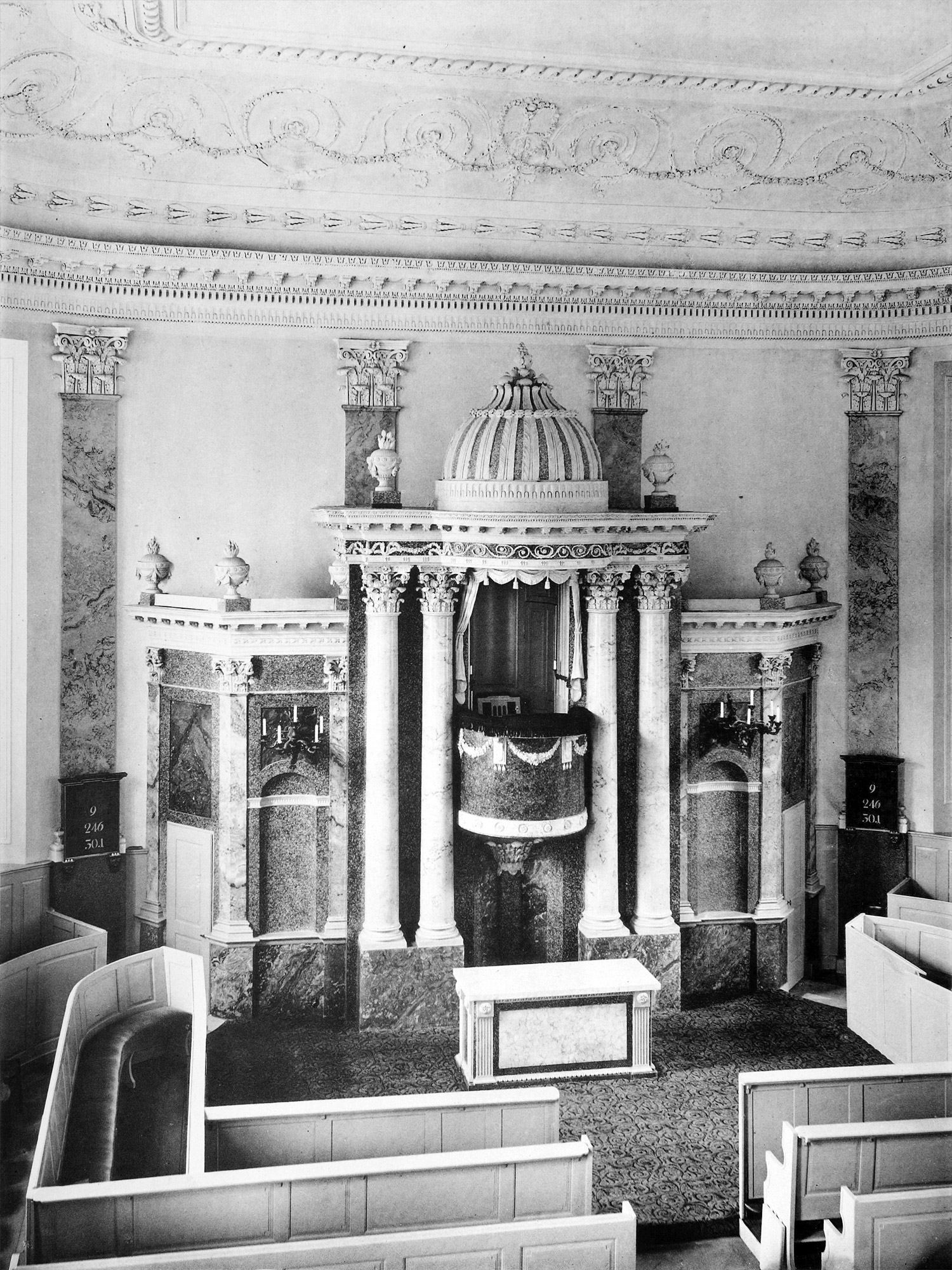
Innenraum nach Süden

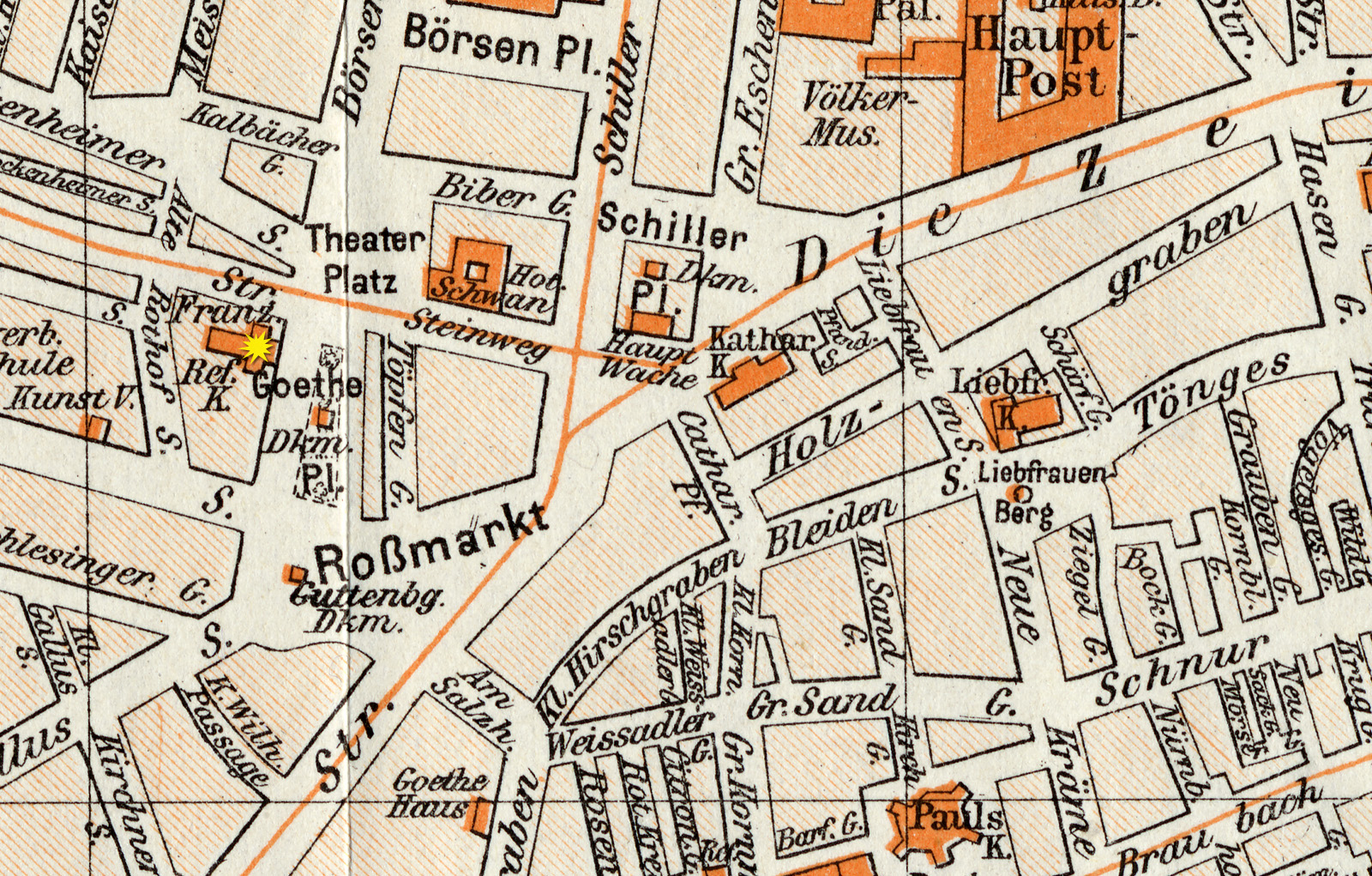
Lage des Gebäudes in der Frankfurter Neustadt

Die Französisch-reformierte Kirche war ein reformiertes Gotteshaus der Neustadt von Frankfurt am Main. Die am Goetheplatz gelegene Kirche wurde 1789 bis 1792 erbaut und nach ihrer Zerstörung im Zweiten Weltkrieg 1944 nicht wiederaufgebaut. 1951 entstand ein Neubau an anderer Stelle.

## Geschichte

### Einwanderung reformierter Flüchtlinge
Die französisch-reformierte Gemeinde geht zurück auf wallonische Glaubensflüchtlinge. 1554 ließen sich rund 20 französischsprachige Familien unter Leitung ihres Predigers Valérand Poullain (Valerandus Polanus) nach einem Aufnahmegesuch an den Rat der Stadt in Frankfurt nieder. Ebenso wie die 1555 als Glaubensflüchtlinge nach Frankfurt gekommene niederländische Gruppe von Händlern und Handwerkern wurden sie nach einer mehrjährigen Odyssee (mit Stationen in London und Kleve) in Frankfurt als Beisassen, d. h. Einwohner ohne Bürgerrecht, aufgenommen.
Fürsprecher der Ansiedlung war der Patrizier Johann von Glauburg, der mit der Aufnahme der Flüchtlinge einen wirtschaftlichen Aufschwung für die Stadt erhoffte, die 1533 die Reformation eingeführt hatte und in der seit dem Beitritt zum Schmalkaldischen Bund 1537 das lutherische Bekenntnis vorherrschte. Nach der Niederlage der Protestanten im Schmalkaldischen Krieg 1546 und der erzwungenen Annahme des Augsburger Interims 1548 hatte Frankfurt zwar seine wichtigen Privilegien behalten, war jedoch durch eine Belagerung im Fürstenkrieg 1552 geschwächt.
Die Einwanderung der Reformierten sorgte jedoch bald für neues Konfliktpotential in der Bürgerschaft. Zum einen waren die reformierten Neubürger als Handwerker (Bursatmacher, Händler, Textilhersteller) durch ihre neuzeitlichen Methoden wie Akkord und Stundenlohn für die eingesessenen städtischen Handwerker eine bedrohliche und bekämpfte Konkurrenz, zum anderen kam es bald zu konfessionellen Spannungen mit der orthodoxen lutherischen Geistlichkeit unter Führung Hartmann Beyers.

### Verbot des reformierten Gottesdienst in Frankfurt
Der Rat wies den Reformierten am 8. Mai 1554 das ehemalige Weißfrauenkloster als Ort für die sonntägliche Abendmahlfeier zu. Zwischen 1556 und 1559 diente auch die Allerheiligenkapelle in der Neustadt einer Gruppe englischer Reformierter als Gottesdienststätte. Nachdem es wegen der Gemeindeordnung, des Abendmahlsverständnisses und ganz allgemein wegen Bekenntnisfragen zu Konflikten gekommen war, beauftragte der Rat den lutherischen Senior Hartmann Beyer mit einem theologischen Gutachten „In was punct und fellen sich die welschen und Engellendische Confession nit vergleiche und übereinstimme“.
Zu dem vom Rat angestrebten Vergleich kam es jedoch nicht. Weder seine Bemühungen um einen Reichsabschied wegen des Konfessionskonfliktes noch seine Erkundigungen in anderen Reichsstädten wie Straßburg und Wesel hatten Erfolg. Um die öffentliche Ordnung und den kirchlichen Frieden in der Stadt zu wahren, hob der Rat daher am 22. April 1561 den reformierten Gottesdienst auf und untersagte den Anhängern des reformierten Bekenntnisses den Bau oder die Nutzung eigener Kirchen. Ein Teil der Exulanten verließ Frankfurt daraufhin wieder und gründete 1562 die Stadt Frankenthal. Die meisten blieben jedoch wegen der größeren Attraktivität des Handels- und Messezentrums in der Stadt und zogen es vor, ihre Gottesdienste künftig in Privatwohnungen zu feiern.
Der Strom reformierter Flüchtlinge hielt auch in den folgenden Jahren an, vor allem zwischen 1567 und 1573 wegen des Terrors des Herzogs von Alba in den spanischen Niederlanden. Es gab nun vier Flüchtlingsgruppen in der Stadt, neben den französischen (wallonischen) und niederländischen (flämischen) Reformierten auch eine Gruppe Londoner Reformierter und eine Niederländische Gemeinde Augsburger Confession.
Der Rat der Stadt wollte die Flüchtlinge nicht abweisen und stellte fest, „dass man mit solchen elenden und uff's höchst betrübten und verderbten Leuten so von Haus, Hof und allem ins Elend verjagt, billig christlich Mitleid haben müsse“. Er fürchtete jedoch die Gefahr, die eine weitergehende Begünstigung der reformierten Flüchtlinge für das Verhältnis zum Kaiser und den Frieden in der Bürgerschaft erwarten ließen, und hielt daher an dem einmal eingeschlagenen lutherischen Kurs fest. Für die folgenden 200 Jahre kam es zu einem spannungsreichen Verhältnis der Konfessionen in der Stadt, das durch den Spruch „In Frankfurt haben die Lutheraner die Macht, die Reformierten das Geld und die Katholiken den Dom“ umrissen wurde.
Zunächst verschärfte der Rat seinen Druck auf die reformierte Minderheit. 1593 stellte er die Weißfrauenkirche für die französischsprachigen Gottesdienste der niederländischen Lutheraner zur Verfügung. 1594 verbot er die reformierten Gottesdienste der Flamen in Privathaushalten, 1596 auch die der Wallonen. Daraufhin wanderten erneut zahlreiche Reformierte aus, diesmal nach Hanau, wo der reformierte Graf Philipp Ludwig II. 1595 das reformierte Bekenntnis eingeführt hatte.
Daraufhin gab der Rat nach und gestattete 1601 den reformierten Gemeinden den Bau einer kleinen Holzkirche vor dem Bockenheimer Tor. Im Gegenzug erkannten die Gemeinden 1603 das Berufungsrecht des Rates für ihre Prediger an und damit dessen landesherrliches Kirchenregiment. Als die Kapelle 1608 unter ungeklärten Umständen niederbrannte, musste die Gemeinde in das drei Kilometer entfernte Bockenheim, damals in der Grafschaft Hanau gelegen, ausweichen.
Nach der Aufhebung des Edikts von Nantes im Jahr 1685 (Edikt von Fontainebleau) strömten über Straßburg und die (reformierte) Pfalz, vor allem über die reformierten Gemeinden in Speyer und Frankenthal, zehntausende Hugenotten nach Frankfurt und von dort weiter nach ganz Europa.
Die französisch-reformierte Gemeinde organisierte unter Führung ihres Consistoire Kollekten für die Flüchtlinge, mit Billigung und wohl auch direkter Aufforderung des Rates. Die Gemeindeältesten verteilten die Gelder unter außerordentlichen finanziellen und persönlichen Engagements an rund 26.000 Personen. Dies geschah in den Räumen der Gemeinde, wo die Flüchtlinge mit dem Nötigsten versorgt wurden, um sie dann über Kassel, Karlshafen, Hannover und Berlin bis nach Ostpreußen und Sankt Petersburg in die Obhut von Handelspartnern der Frankfurter Reformierten zu vermitteln. Etliche kamen zurück, um sich neu vermitteln zu lassen, so dass in manchen Quellen von ca. 46.000 Versorgungskontakten durch die Gemeinde gesprochen wird.

### Bau einer reformierten Kirche
Erst am 15. November 1787 gestattete der Rat der Stadt schließlich beiden Gemeinden „binnen hiesiger Stadt Ringmauer auf von ihnen anzuschaffenden Platze zwei Bethäuser, um darinnen ein exercitium religionis privatum zu haben, auf ihre Kosten errichten zu dürfen“. Dies jedoch unter strengen Auflagen: die Kirchen durften keinen eigenen Platz oder Turm besitzen und von außen nicht als Kirche erkennbar sein, sondern sich harmonisch in die angrenzenden Häuserfronten einfügen.
Mit dieser Anerkennung wurde es der Gemeinde zunächst möglich, den Gottesdienst provisorisch wieder in Frankfurt abzuhalten. Sie mietete hierfür einen Saal des Roten Hofes an.
Auf der Suche nach einem passenden Baugrundstück kaufte das Presbyterium der Gemeinde am 18. April 1788 schließlich die sogenannten Pfeifferschen Häuser am heutigen Goetheplatz, was die Zustimmung des Rats der Stadt fand.
Der von Georg Friedrich Mack stammende Plan wurde am 20. November 1788 genehmigt, die Häuser auf dem Baugrundstück abgebrochen, und schon im Juli 1789 konnte die Grundsteinlegung erfolgen. Neben Mack, der aus Dankbarkeit von der Gemeinde eine noch Anfang des 20. Jahrhunderts im Familienbesitz befindliche goldene Dose mit einer Ansicht der Kirche erhielt, waren außerdem noch Friedrich Maximilian Meixner als Zimmermann, Philipp Karl Kayser als Maurermeister, Gottfried Meyer als Steinmetz sowie Bernhard Auffmuth und Karl Friedrich Oehme als Steinmetze am Bau beteiligt. Am 16. September 1792 erfolgte die feierliche Einweihung der Kirche. Fast gleichzeitig entstand die am Großen Kornmarkt gelegene deutsch-reformierten Kirche.
Nach dem Verlust der städtischen Freiheit 1806 wurde die lutherische Staatskirche in Frankfurt abgeschafft. Die anderen Konfessionen erhielten unter dem katholischen Fürstprimas Carl Theodor von Dalberg Religionsfreiheit. Am 26. Dezember 1806 beseitigte er auch die Auflage, dass die reformierten Kirchen keinen Glockenturm besitzen dürfte. Dennoch wurden diese nie gebaut, weil das Gebäude architektonisch nicht dafür ausgelegt war.
1822 wurde Abraham Mendelssohn Bartholdy, der Vater des Komponisten Felix Mendelssohn Bartholdy, in der Kirche getauft. Am 28. März 1837 heirateten Felix Mendelssohn Bartholdy und Cécile Charlotte Sophie Jeanrenaud, die aus einer einflussreichen hugenottischen Familie stammte. Céciles Vater war 1810 bis 1817 Pfarrer der französisch-reformierten Gemeinde gewesen.
In den Jahren 1873 bis 1875 wurde die Kirche nach Plänen von Heinrich Burnitz einer umfassenden Reparatur unterzogen. Bis 1916 wurden die Gottesdienste der Gemeinde in französischer Sprache gehalten.

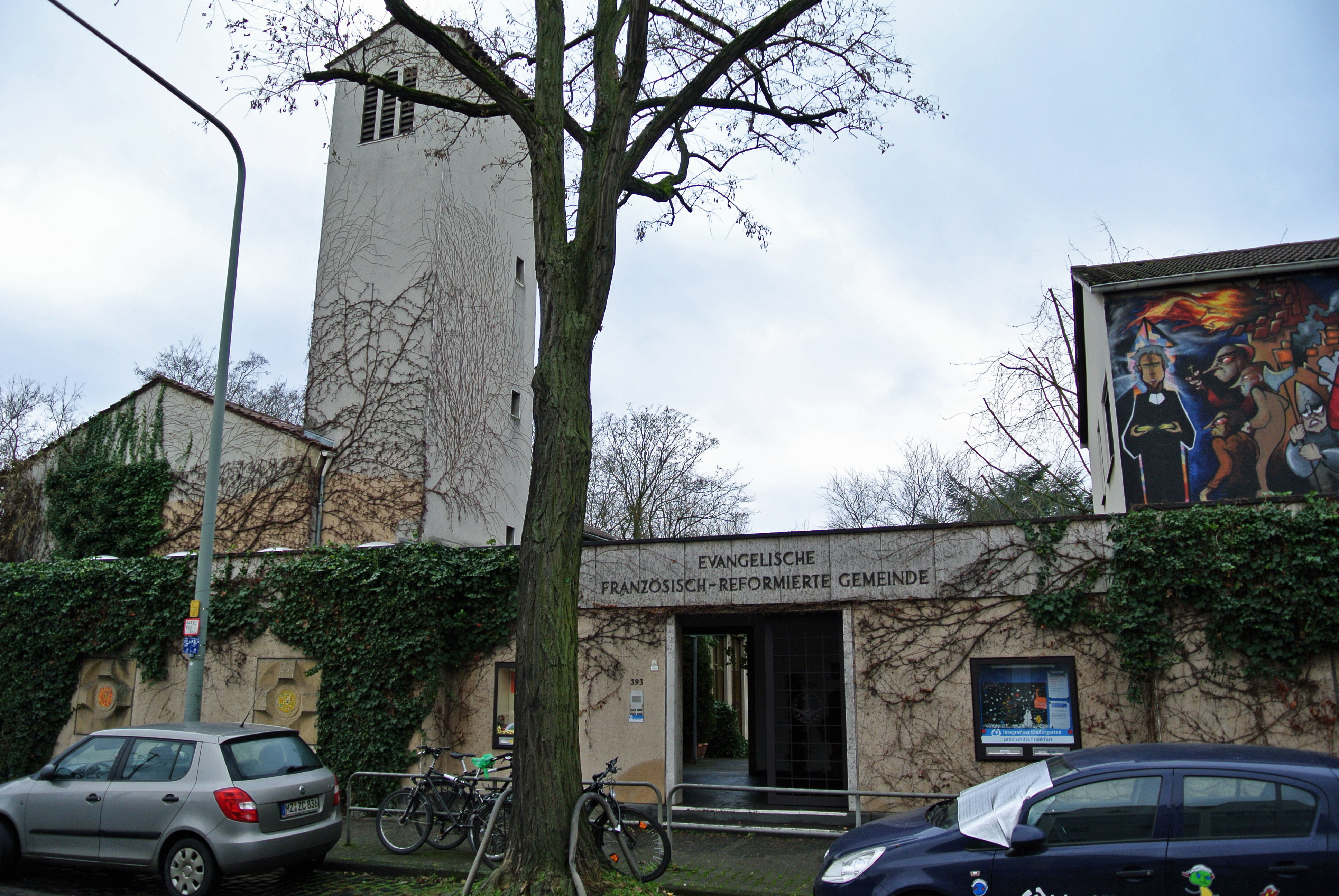
Die heutige Französisch-reformierte Kirche an der Eschersheimer Landstraße

 Im Zweiten Weltkrieg brannte das Gebäude bei den Luftangriffen des 22. März 1944 von Brandbomben entzündet aus, jedoch brachen die Außenmauern aufgrund der vergleichsweise geringen Schäden an den stabilisierend wirkenden, angrenzenden Gebäuden nicht nieder, so dass die Ruine einen Wiederaufbau erlaubt hätte. Dennoch wurde sie nach Kriegsende abgebrochen. Da die beiden reformierten Kirchen nicht zu den Frankfurter Dotationskirchen gehörten, war die Stadt nicht zum Wiederaufbau verpflichtet.
Die französisch-reformierte Kirche gehörte zu den frühesten und bedeutendsten Bauten des Klassizismus in Frankfurt. Trotz einer Tendenz zur Rekonstruktion historischer Bauten ist ein Wiederaufbau der Kirche aber selbst langfristig unwahrscheinlich.
Die französisch-reformierte Gemeinde entschied sich nach den traumatischen Erfahrungen im Dritten Reich um ihren Pfarrer Walter Kreck – die Gemeinde hatte sich für die Bekennende Kirche eingesetzt, deren Predigerseminar sie beherbergte und beschützte – für einen bescheidenen Neubau an anderer Stelle. So wurde 1951 ein neues Gemeindezentrum an der Eschersheimer Landstraße im Stadtteil Dornbusch nach Plänen Georg Scottis errichtet.

## Architektur

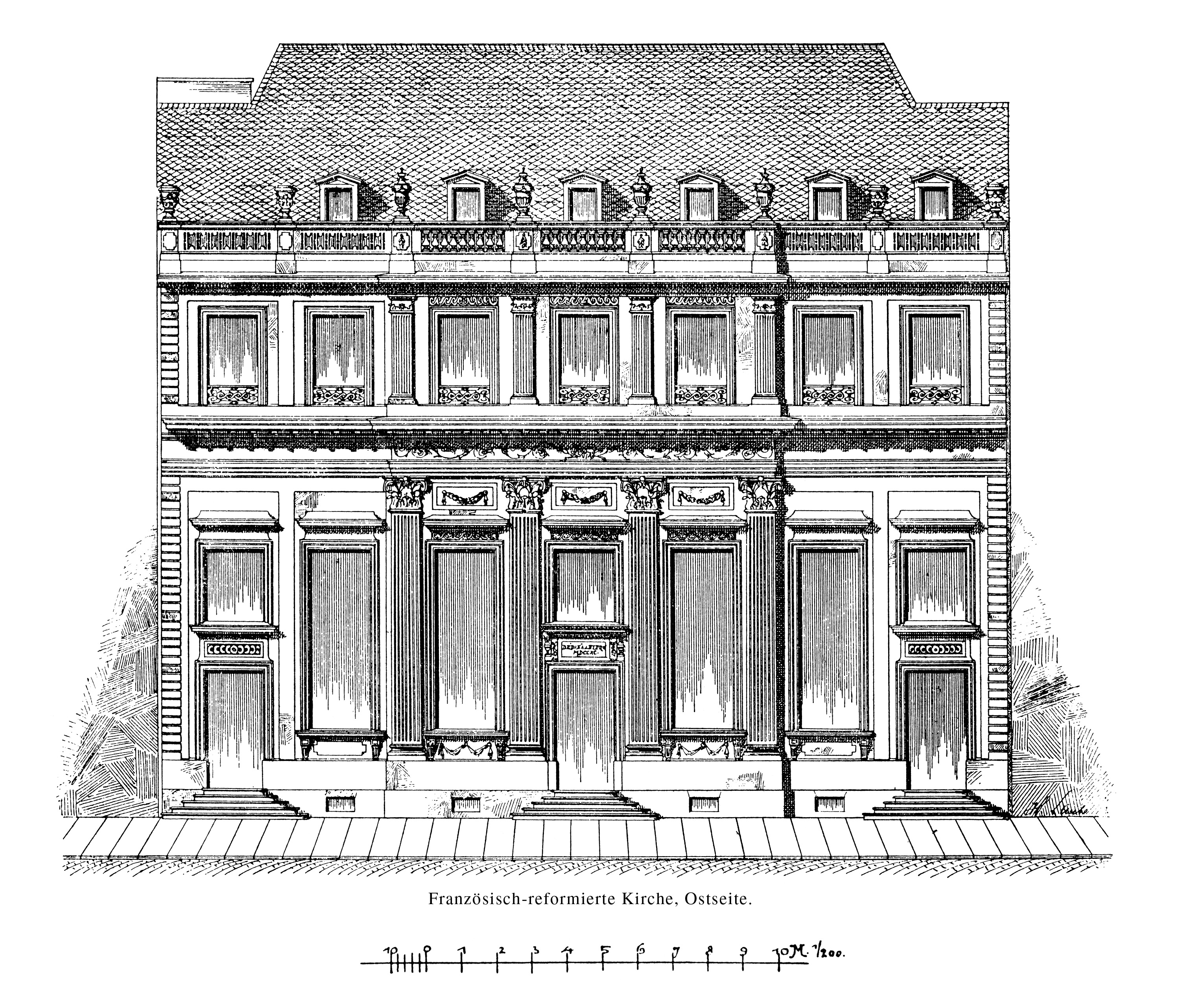
Fassadengliederung

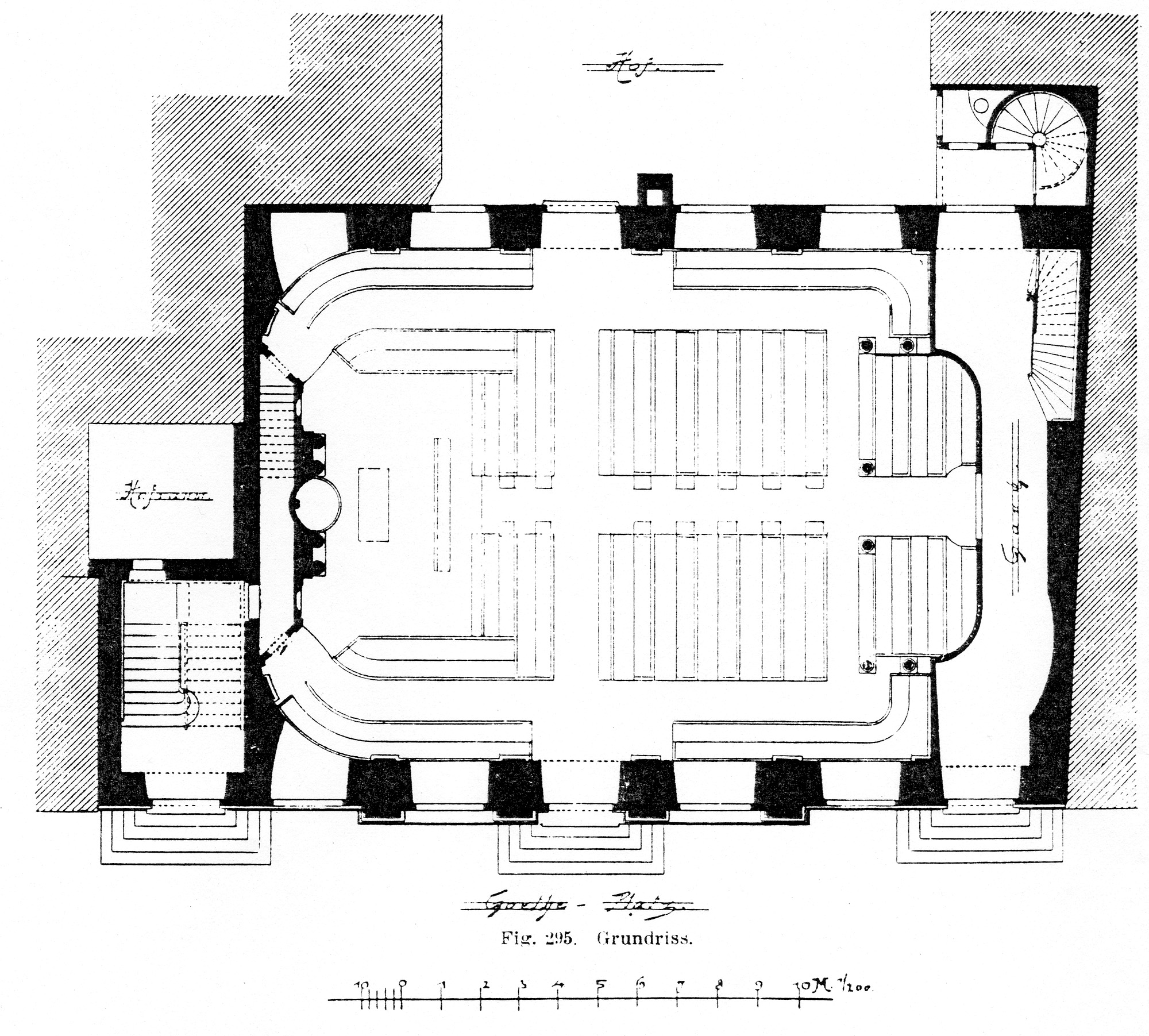
Grundriss des Gebäudes

Die Kirche trat auf der zum Goetheplatz gewandten Ostseite architektonisch als typischer Vertreter des Klassizismus auf: geometrisch siebenachsig gegliedert waren die ersten beiden Geschosse zu einem zusammengefasst und mit einem prominenten Gesims abgeschlossen. Jenseits dieses Gesims befand sich ein Wohngeschoss für den Pfarrer, gekrönt wurde das Gebäude von einem aufwändigen Dachgesims, das schließlich durch eine Attika mit Balusterabschluss und Vasen geschmückt war. Durchgängig wurde roter Sandstein als Baumaterial verwendet, das Dach war mit Schiefer gedeckt.
Im Erdgeschoss erlaubten drei massive, völlig identische Portale links, mittig und rechts den Zugang ins Gebäudeinnere. Die Portale lagen leicht erhöht zur Straßenebene und waren an diese über einläufige S-förmige gerade Treppen mit zwei Viertelwendelungen und jeweils fünf Stufen angeschlossen. Über dem mittleren Portal konnte man folgende Inschrift lesen: Dédié à l'Eternel. MDCCXC.
Stärker betont wurden die drei mittleren Achsen des Gebäudes durch insgesamt vier vorgezogene korinthische Pilaster mit Kannelierung. Sieben Fenster befanden sich im Erdgeschoss, jeweils kleinere oberhalb der Portale sowie ungefähr doppelt so groß gehaltene in der entsprechenden Achsen zwischen den Portalen; in Größe der Fenster über den Portalen fand sich auch eine Reihe von sieben Fenstern im 2. Stock. Der an der Fassade wohl prächtigste Schmuck war stuckiert, ober- und unterhalb der drei mittleren Fenster in Form von Stoffgehängen, an den Kapitellen der Pilaster in Form von Akanthusblättern und am von der Gliederung dazugehörigen, hervortretenden mittleren Teil des Abschlussgesims als antikisierender Fries.
Die West- bzw. Rückseite des Gebäudes präsentierte sich dagegen schlicht, sie war verputzt und nur im Bereich der Fenster aus rotem Sandstein gearbeitet, der Rest mit grauer Ölfarbe angestrichen. An der Nordgrenze verband ein Gang den Goetheplatz mit dem Hof. In diesem Gang lagen zwei Treppen, die eine zur Orgelempore im Ersten Stock, die andere zur Wohnung des Pfarrers im Zweiten Stock.
Der Innenraum des Baus präsentierte sich als Saalkirche mit Säulenteilung. Als Sitzgelegenheit boten sich zwei, nur durch einen mittigen Durchgang unterbrochenen Gestühlreihen, die auf den Bereich der Kanzel an der Südwand gerichtet waren. Die hölzerne, verputzte Decke verlief völlig gerade und ging über eine große, runde Voute in die Wände über. Entsprechend der strengen Tradition der reformierten Theologie verzichtete der Innenraum auf jeglichen figurativen Schmuck und beschränkte sich auf die für den Klassizismus typischen geometrischen Formen. An den Wänden waren korinthische Pilaster aus künstlichem Marmor angebracht, welche unterhalb eines Zahnschnitt-Gesims endeten. Darüber befand sich dann im Bereich der Voute reiche Stuckornamentik, die Decke war mit einer Rosette geschmückt. Die Orgelempore an der Nordseite wurde von sechs korinthischen Säulen getragen und war selbst durch vier korinthische Pilaster und Gesims geschmückt, Kanzel und Abendmahlstisch an der Südseite ebenso. Farblich war man gleichermaßen zurückhaltend, die Wände waren mit graugelber Leimfarbe, das Gestühl mit gelber Ölfarbe gestrichen, was mit dem gelben und grauen Kunstmarmorelementen harmonierte.
Da das Gebäude den vergleichsweise breiten Straßenzug zwischen Goetheplatz und westlich davon verlaufender Rothofstraße nicht ausfüllte, war im westlich des Gebäudes befindlichen Hof noch Platz für zwei Nebengebäude. Diese enthielten Wohnräume für den Küster, Schulzimmer, Bibliothek und Säle für die Sitzungen des Presbyteriums und der Diakonie.

### Architektur
- Hartwig Beseler, Niels Gutschow: Kriegsschicksale Deutscher Architektur – Verluste, Schäden, Wiederaufbau. Karl Wachholtz Verlag, Neumünster 1988, ISBN 3-529-02685-9.
- Georg Hartmann, Fried Lübbecke (Hrsg.), Alt-Frankfurt. Ein Vermächtnis. Verlag Sauer und Auvermann, Glashütten 1971.
- Carl Wolff, Rudolf Jung: Die Baudenkmäler in Frankfurt am Main. Erster Band. Kirchenbauten, Selbstverlag/Völcker 1896, S. 304–308 (Digitalisat)

### Geschichte der Gemeinde
- Wolf-Friedrich Schäufele: Johannes Calvin und die reformierten Flüchtlingsgemeinden in Frankfurt am Main, in: Jahrbuch der Hessischen Kirchengeschichtlichen Vereinigung 61/2010 S. 15–34
- Georg Altrock, Herrmann Düringer, Matthias von Kriegstein, Karin Weintz (Hrsg.): Migration und Modernisierung. 450jähriges Bestehen der Evangelischen Französisch-Reformierten Gemeinde Frankfurt am Main. Haag und Herchen Verlag, 2006, ISBN 3-89846-357-5.
- Frank Berger (Hrsg.): Glaube Macht Kunst. Antwerpen – Frankfurt um 1600. Schriftenreihe des Historischen Museums Frankfurt, Band 25. Societätsverlag Frankfurt, 2005, ISBN 3-7973-0970-8.
- Irene Dingel (Hrsg.): Abraham Mangon, Kurze doch wahrhafftige Beschreibung der Geschichte der Reformierten in Frankfurt. 1554–1712. EVA Leipzig 2004. ISBN 3-374-02177-8.
- Lothar Gall (Hrsg.): FFM 1200. Traditionen und Perspektiven einer Stadt. Jan Thorbecke Verlag, Sigmaringen 1994, ISBN 3-7995-1203-9. (Katalog zur 1200-Jahrfeier 1994 mit wiss. Aufsätzen).
- Anton Schindling: Wachstum und Wandel vom Konfessionellen Zeitalter bis zum Zeitalter Ludwigs XIV. Frankfurt am Main 1555–1685. In: Frankfurter Historische Kommission (Hrsg.): Frankfurt am Main – Die Geschichte der Stadt in neun Beiträgen. (= Veröffentlichungen der Frankfurter Historischen Kommission. Band XVII). Jan Thorbecke, Sigmaringen 1991, ISBN 3-7995-4158-6.